# Wushu tại Đại hội Thể thao Đông Nam Á 1993
Wushu tại Đại hội Thể thao Đông Nam Á năm 1993 được tổ chức lần thứ hai kể từ năm 1991, diễn ra từ 14 đến 16 tháng 6 năm 1993 tại Yio Chu Kang Sports Hall, Singapore.
Chương trình thi đấu chỉ bao gồm nội dung biểu diễn quyền thuật (taolu), với sự tranh tài ở nhiều nội dung cá nhân nam và nữ như changquan (trường quyền), daoshu (đao thuật), jianshu (kiếm thuật), gunshu (côn thuật), qiangshu (thương thuật), nanquan (nam quyền) và taijiquan (thái cực quyền).
Đoàn chủ nhà Singapore vươn lên giành 7 tấm huy chương và xếp vị trí thứ nhất toàn đoàn. Đoàn Philippines tiếp tục gặt hái thành công qua Đại hội khi giành được 6 huy chương vàng, xếp thứ hai.

## Bảng huy chương
| Hạng               | Đoàn               | Vàng | Bạc | Đồng | Tổng số |
| ------------------ | ------------------ | ---- | --- | ---- | ------- |
| 1                  | Singapore (SIN)    | 7    | 6   | 5    | 18      |
| 2                  | Philippines (PHI)  | 6    | 3   | 1    | 10      |
| 3                  | Malaysia (MAS)     | 1    | 3   | 0    | 4       |
| 4                  | Việt Nam (VIE)     | 0    | 0   | 1    | 1       |
| Tổng số (4 đơn vị) | Tổng số (4 đơn vị) | 14   | 12  | 7    | 33      |

## Tóm tắt kết quả

### Biểu diễn nam
| Nội dung       | Vàng                                                 | Bạc                        | Đồng                       |
| -------------- | ---------------------------------------------------- | -------------------------- | -------------------------- |
| Trường quyền   | Vincent Ng · Singapore                               | Choy Yeen Onn · Malaysia   | chưa biết                  |
| Đao thuật      | Joseph Wuxinyi · Philippines                         | Picasso Tan · Singapore    | chưa biết                  |
| Côn thuật      | chưa biết                                            | Vincent Ng · Singapore     | chưa biết                  |
| Kiếm thuật     | Choy Yeen Onn · Malaysia                             | Vincent Ng · Singapore     | Samson Co · Philippines    |
| Thương thuật   | Quek Soon Tuck · Singapore · Samson Co · Philippines | chưa biết                  | Lee Kok Heng · Singapore   |
| Nam quyền      | Picasso Tan · Singapore                              | Poon Chee Kong · Malaysia  | Quek Chun Yang · Singapore |
| Thái cực quyền | Daniel Go · Philippines                              | Puan Jooi Eong · Singapore | chưa biết                  |

### Biểu diễn nữ
| Nội dung       | Vàng                        | Bạc                                                          | Đồng                       |
| -------------- | --------------------------- | ------------------------------------------------------------ | -------------------------- |
| Trường quyền   | Jennifer Yeo · Philippines  | Chiew Hui Yan · Singapore                                    | Chua Sze May · Singapore   |
| Đao thuật      | Catherine Hau · Philippines | chưa biết                                                    | chưa biết                  |
| Côn thuật      | Jennifer Yeo · Philippines  | chưa biết                                                    | Tan Sock Ching · Singapore |
| Kiếm thuật     | Chiew Hui Yan · Singapore   | Jennifer Yeo · Philippines                                   | chưa biết                  |
| Thương thuật   | Chiew Hui Yan · Singapore   | Mian-Mian Shi · Philippines                                  | Chua Sze May · Singapore   |
| Nam quyền      | Tan Sock Ching · Singapore  | Ng Choo Bee · Malaysia                                       | Tran Hoai Thu · Việt Nam   |
| Thái cực quyền | Tan Mui Buay · Singapore    | Joanne Teo · Singapore · Rosaria Maria Dijamco · Philippines | chưa biết                  |